# أولاد رشاش
أولاد رشاش أو زوي، بلدية بولاية خنشلة الجزائرية.
هي من أقدم المدن في هذه الولاية بل وفي الشرق الجزائري، بزغت إلى الوجود كبلدية سنة 1957، وترقت إلى دائرة سنة 1990.تبعد إلى الشرق عن عاصمة الولاية ب 24 كلم.وتقع البلدية في منطقة حدودية بين كل من خنشلة وتبسة.لها وزنها على الخريطة الوطنية في الكفاح ضد الاستدمار الفرنسي.
تعتبر من أهم المدن المحافظة على اللغة الأمازيغية مقارنة بعاصمة الولاية، حيث يكثر تداول الشاوية بشكل واسع في جميع مناحي الحياة اليومية.كما أن البلدية تتكون من عدة قرى أهمها:
- اشرثيثن :القلب النابض للبلدية وتبعد 18 كمعن مقر البلدية حيث تعتبر من اسمها الأمازيغي شير ثيثن يقطنها عرش أولاد بوسعدة الذين يعتبرون رمزا لحفظة كتاب الله وكذلك تعتبر أكبر عرش بولاية خنشلة من حيث عدد الشهداء إبان الثورة المجيدة بـ 77 شهيدا.حيث تعتبر هذه القرية محرومة من أدنى وسائل العيش لأنها إداريا ومن حيث المواطن تابعة إلى أولاد رشاش وألأرض تابعة لبلدية المحمل. *  الهمجة وهي تعد من اقدم المجمعات السكنية في شمال افريقيا وتقع فيها فوريس وهي اثار امازيغية ويسكنهاكل من جمعة وقرعيش وجامعي ومهدي
- أدينارث التي تطل عن مقر البلدية من الجهة الشرقية يسكنها،
- رأس الماء التي تبعد عن مقر البلدية ب7 كم وسكانها أولاد عاشور
- بودخان بها اجود أنواع التمور في العالم منها ام السرب + القصبي + الخضرة + بيض غيول +...أهم أماكنها ايخف أو غيل ازرو املال أهم النخيل الموجود فيه انخلة العش+انخلة نتّمير+سكان هذه المنطقة يعيشون من ارزاق هذا النخيل.

```
*
قارت
 والتي تبعد عن مقر البلدية بحوالي 40 كلم.وسكانها أولاد زيتون أولادبوسعدة، وأولاد الحاج *
الميتة
 والتي تبعد عن مقر البلدية بحوالي 170 كلم. وتعد مدينة زوي أو أولاد رشاش بسكانها أقدم تجمع سكاني في الشرق.وتشتهر هذه المنطقة بمناخها الصحراوي وكذا النوعية الجيدة من الثمار (البطيخ الأصفر والأحمر)
```

## المناخ
تتميز بلدية أولادرشاش بمناخ قاري حار جاف صيفا حيث تفوق درجة 35 مئوية، وشتاء بارد مثلج حيث تصل درجة الحرارة أحيانا إلى أقل من 5 درجة مئوية تحت الصفر.

## المجتمع
يبلغ عدد سكان بلدبة أولادرشاش 36000(ست وثلاثون الف نسمة)جلهم أمازيغ (الشاوية)،يدينون كلهم بالدين الإسلامي الحنيف.